# Agathomyia austrocollinella
Agathomyia austrocollinella är en tvåvingeart som beskrevs av Chandler 1994. Agathomyia austrocollinella ingår i släktet Agathomyia och familjen svampflugor.
Artens utbredningsområde är New South Wales. Inga underarter finns listade i Catalogue of Life.